# Konik żmudzki

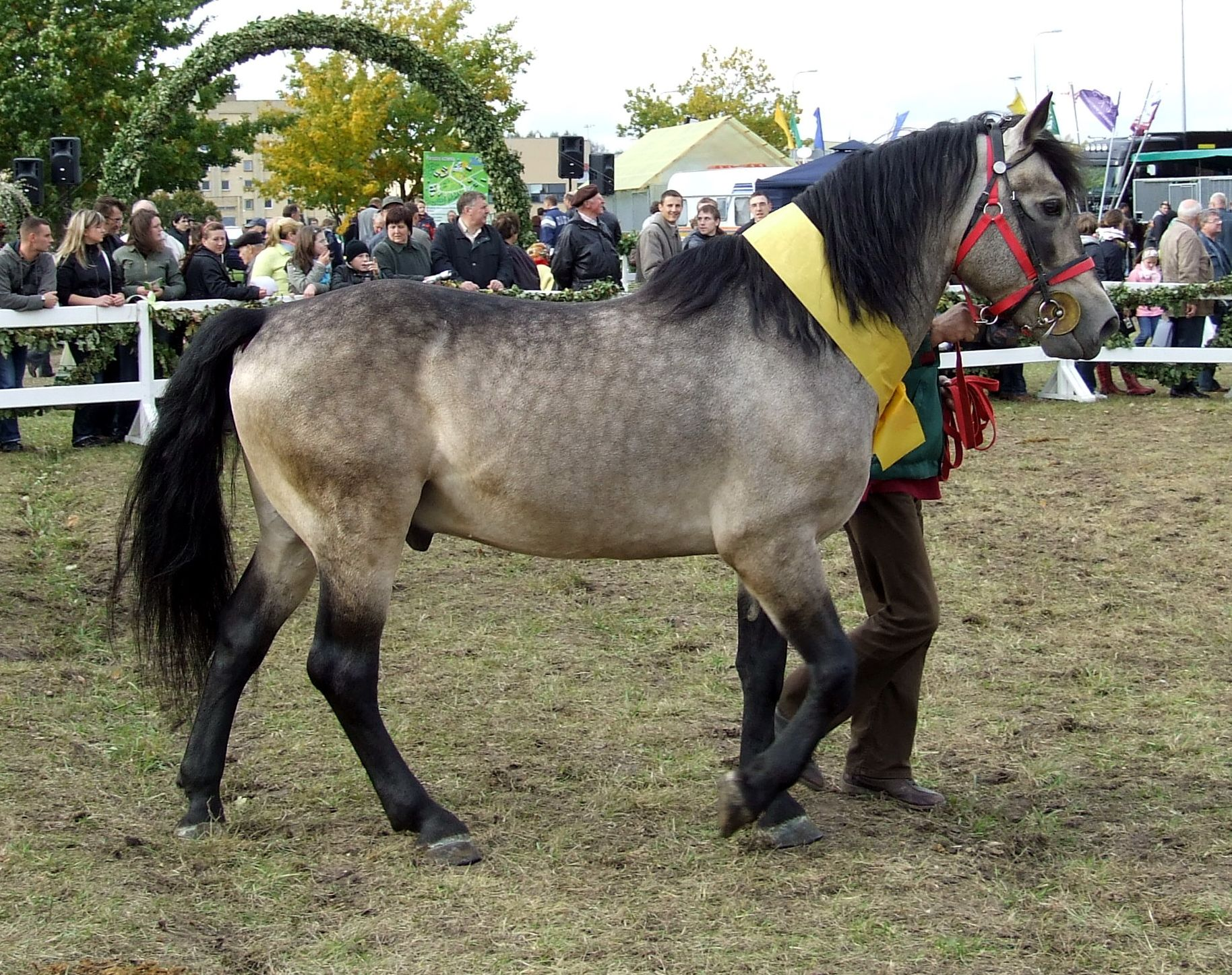
Ogier żmudzki

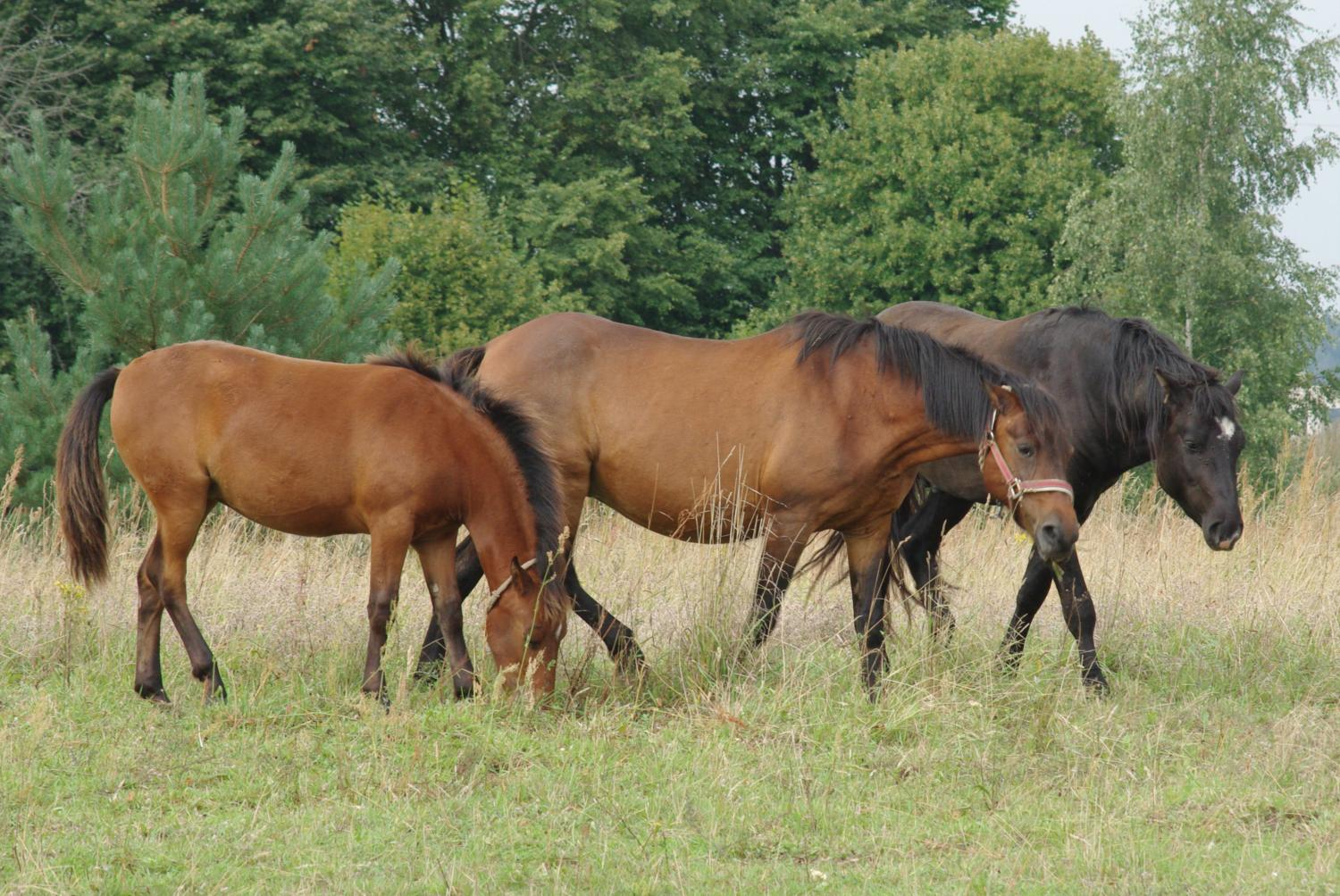
Koniki żmudzkie na pastwisku

Konik żmudzki (też: kuc Żemajtuka; lit. žemaitukai) – rasa koni w typie kuca, pochodząca z Litwy (Żmudzi), hodowana w krajach bałtyckich. Konie żmudzkie uznawane są na Litwie za rasę narodową: uważa się, że towarzyszyły one wojownikom litewskim już od czasów średniowiecza.
Grupa: konie karłowate. 

Wysokość w kłębie: 1,33–1,44 m.

Użytkowość: konie wszechstronne użytkowo.

Charakter: chętny do współpracy, energiczny, żywotny, niewymagający. 

## Pokrój
Głowa średniej wielkości o szlachetnym wyglądzie; krępa, krótka, dobrze umięśniona szyja. Łopatki proste; zad spadzisty, czasem rozłupany; szeroka i głęboka klatka piersiowa. Dobrze uformowane kopyta z twardego rogu. Umaszczenie myszate, izabelowate, kasztanowate, kare, bułane, gniade. Ogon nisko osadzony. 

## Użytkowanie
Koniki żmudzkie mają wiele cech pierwotnych: są długowieczne i niezwykle wytrzymałe. Współcześnie znajdują zastosowanie jako konie gospodarcze. Żemajtuki żywią się korzeniami, porostami, nisko odżywczą trawą oraz korą drzew, dlatego są cenione ze względu na niski koszt utrzymania. W ciągu jednego dnia są w stanie pokonać w zaprzęgu dystans 60–70 km, niezależnie od warunków atmosferycznych oraz ukształtowania terenu.